# 미국 항공 우주국 X-43
미국 항공 우주국 X-43(영어: NASA X-43) 또는 X-43A는 미국 항공 우주국이 개발한 극초음속 시험 비행기로, 스크램제트 엔진을 달고 2004년에 비행에 성공했다. 항공기의 속도는 마하 9.8., 즉 음속의 10배에 가까운 속도로 날은 것이다. 그것은 총알보다 비교할 수 없을 만큼 빠른 속도이다. 나사는 2001년에 첫 비행을 실험했으나 실패했고, 두 번째 실험 비행 역시 실패로 끝나고 말았다. 그 이후에도 나사는 3차 비행을 준비했으며, 발사체 로켓과 함께 B-52 폭격기에 실려 공중 발사되었다. 성공적으로 발사체에서 분리되었으며, 스크램 엔진이 작동되어 성공으로 끝났다.

## 후속 계획
X-43계획은 A형 3번의 비행만으로 중단됐다. 후속의 기체·계획은 액체 수소가 아닌 일반적인 탄화 수소 연료를 이용하고 마하 7정도로 가속하고 X-51 계획이었다.

## 같이 보기
- 미국 항공 우주국